# Britt Lomond
Britt Lomond (Chicago, Illinois, 12 de abril de 1925-Huntington Beach, California, 22 de marzo de 2006) fue un veterano de guerra, actor y productor de televisión estadounidense. Como paracaidista del ejército de EE. UU. durante la Segunda Guerra Mundial recibió tres corazones púrpuras, una estrella de plata y una estrella de bronce por su servicio militar.

## Carrera
Britt Lomond hizo su debut como actor en el mundo de las teleseries con Navy Log en 1955. Como segundo trabajo relacionado con las series, apareció en Patrulla de tráfico en 1956. Sin embargo, su papel más recordado es como el comandante Monasterio, el archienemigo del Zorro (Guy Williams), durante los trece capítulos de la primera temporada de la serie de Walt Disney El Zorro (1957-1959).
Entre sus últimos trabajos figuran las series MacGyver, Simon & Simon, Falcon Crest y The Waltons.

## Filmografía

### Cine y televisión
- 1956: Highway Patrol
- 1956: The Count of Monte Cristo
- 1956: Navy Log
- 1956: Annie Oakley
- 1957: The Gray Ghost
- 1957: Cheyenne
- 1957: The Saga of Andy Burnett: Andy's Love Affair
- 1957: El Zorro (capítulos 1 al 13, 1957-1958)
- 1958: Tonka
- 1959: Death Valley Days
- 1959: 26 Men
- 1959: Colt .45
- 1959: Men Into Space
- 1959: Tombstone Territory
- 1959: Bat Masterson
- 1960: Tales of Wells Fargo
- 1960: Young Jesse James
- 1960: The Brothers Brannagan
- 1960: Klondike
- 1961: Lock Up
- 1961: Zane Grey Theater
- 1961: The Life and Legend of Wyatt Earp
- 1961: Thriller
- 1961: The Case of the Dangerous Robin
- 1961: Peter Gunn
- 1961: Perry Mason
- 1961: Rawhide'
- 1963: The Virginian
- 1967: I Spy
- 1967: Mission: Impossible
- 1968: Live a Little, Love a Little
- 1983: Simon & Simon